# D7-es autópálya (Csehország)
Az D7-es autópálya (csehül dálnice D7) egy gyorsforgalmi út Csehországban, amely északnyugati irányba halad Prágától Chomutovig.

## Külső hivatkozások
- Az R7-es autóút (csehül)